# Мордовник обыкновенный
Мордо́вник обыкнове́нный (лат. Echínops rítro) — вид растений рода Мордовник (Echinops) семейства Астровые (Asteraceae).
Распространён в южной части европейской части России, в Западной Сибири, на Южном Урале и в Средней Азии по склонам холмов, в степи, на прибрежных песках.

## Название
Видовой эпитет «ritro», введённый Линнеем в номенклатуру, был заимствован из работы Лобеля, в которой это слово использовалось как родовой эпитет. Традиционно в Европе народным словом ritro обозначались разные виды мордовника, произрастающие в Южной Европе. В сочинениях Теофраста растение упоминается как лат. Rytros, Диоскорид и Плиний называли его лат. Crocodilium. Ранее для этого вида использовались другие русские названия: Осот чёрный, или Осока чёрная. Однако, в современном русском языке названием «Осока чёрная» обозначается совсем другое растение Carex nigra семейства Осоковые.

## Распространение и среда обитания
Природный ареал охватывает юг Европы (от Австрии, Чехии и Словакии на севере до Испании, Италии и Балкан на юге) и часть Восточной Европы, азиатскую часть Турции. Встречается в Туркменистане и китайском Синьцзян-Уйгурском автономном районе.
В России мордовник обыкновенный распространён на юге европейской части (Северный Кавказ) и в Западной Сибири. В центральной части России — в чернозёмной полосе, севернее — редкое заносное на выходах известняков.
Растёт по степям и сухим лугам. Часто приурочен к выходам мела и известняка.
Как декоративное и медоносное растение культивируют почти повсюду в мире.

## Ботаническое описание
Многолетнее травянистое растение высотой до 1 м, в среднем 30—80 см.
Корень стержневой маловетвистый, толстый.
Стебель простой или несколько ветвящийся в верхней части, беловойлочный.
Листья очерёдные, длиной 6—20 см, сверху голые или слегка паутинистые, тёмно-зелёные, снизу беловойлочные, продолговатые, глубоко-перисто-раздельные. Нижние стеблевые и прикорневые листья черешковые, остальные сидячие, постепенно уменьшающиеся к верхушке стебля. Доли листьев продолговато-яйцевидные, ланцетные или линейные, острые, колючепильчатые по краю.
Цветки трубчатые, длиной 2 см, представляют собой одноцветковую корзинку, имеют многорядную обёртку, состоящую из трёх типов листочков. Наружные листочки обёртки щетиновидные, короче внутренних. Средние почти равны наружным, имеют вид листочков, ромбических на верхушке и суженных к основанию в длинный черешок. Внутренние — ланцетные, по килю голые, заострённые, реснитчатые по краям, равные по длине трубке венчика. Чашечка в виде хохолка из коротких щетинок. Венчик синий, трубчатый, более чем наполовину рассечённый. Тычинок пять, пыльники синие. Пестик с нижней одногнёздной волосистой завязью, длинным до половины раздвоенным столбиком и отогнутым книзу рыльцем. Цветки собраны в крупную шаровидную многоцветковую (до 200 цветков) головку 2,5(3)—4(5) см диаметром, лишённую общей обёртки. Головки расположены одиночно на концах стебля и ветвей. Цветёт в июле — августе.
Плоды — суженные книзу цилиндрические семянки длиной 7—9 мм с прижатыми вверх волосками. Семянки снабжены хохолком из щетинок. Плоды созревают в августе — сентябре.
|                                                              |  |  |
| Слева направо: лист, край листа (сильно увеличено), соцветие |  |  |

## Химический состав
Плоды содержат алкалоиды: α- и β-эхинопсин (до 1,5—2,0 % в семенах) и эхинопсеин; жирное масло (до 28 %).

## Значение и применение
Медонос. Медовая продуктивность сплошных зарослей составляет 190—340 кг на гектар. Мёд имеет светло-янтарный цвет, нежный аромат и приятный вкус. Нектар имеет сильный и стойкий резковатый специфичный аромат, поэтому пчёлы быстро находят даже небольшой участок цветущих растений и посещают его вплоть до осенних первых похолоданий.
Растение разводят в садах как декоративное.

### В медицине
Лекарственные средства из плодов мордовника обыкновенного, содержащие эхинопсин, используют при заболеваниях центральной нервной системы: парезах, плекситах, радикулитах и гипотонии. «Эхинопсина нитрат» применялся как тонизирующее средство (аналог стрихнина нитрата).

## Разновидности
Вид обладает чрезвычайным полиморфизмом, разные исследователи выделяли ряд его разновидностей, отличающихся морфологическими признаками и происходящих из различных регионов общего природного ареала. В сухих степях и полупустынях западного Казахстана произрастает форма с чрезвычайно узкими листьями, выделяемая как Echinops ritro f. litwinowii Korsh. На территории Южного Алтая, в окрестностях озера Зайсан и на Тарбагатае встречается широколистная разновидность Echinops ritro var. latilobus Kryl., листья которой неглубоко просто перистонадрезаны (не дважды). Для южных районов чернозёмной России характерен Мордовник русский — разновидность Echinops ritro subsp. ruthenicus (M.Bieb.) Nyman, ранее выделявшаяся в отдельный вид Echinops ruthenicus M.Bieb.